# Фол Ривър
Окръг Фол Ривър (на английски: Fall River County) е окръг в щата Южна Дакота, Съединени американски щати. Площта му е 4530 km², а населението - 6687 души (2017). Административен център е град Хот Спрингс.